# Lola Visconti
Lola Visconti (nata come Dolores Visconti) (Roma, 24 novembre 1891 – Torino, 10 giugno 1924) è stata un'attrice italiana.

## Biografia
Recitò in numerosi film del cinema muto, anche con il marito Guido Brignone. Morì all'età di 32 anni nel pieno dell'attività cinematografica. Era la madre dell'attrice Lilla Brignone.
Quasi tutti i film dall'agosto 1914 al marzo 1918 furono prodotti dalla Volsca Films di Velletri, prima con la regia di Carlo Simoneschi, poi del marito di lei, Guido Brignone.

## Filmografia

### Cinema
- La bella Galleana – cortometraggio (1911)
- Il sogno di un tramonto d'autunno, regia di Luigi Maggi – cortometraggio (1911)
- Onore riconquistato – cortometraggio (1913)
- Armi e amori – cortometraggio (1913)
- L'onore riconquistato, regia di Edoardo Bencivenga (1913)
- Il romanzo di Maddalena (1913)
- Splendore e decadenza – cortometraggio (1914)
- La colpa di Giovanna, regia di Ugo Falena – cortometraggio (1914)
- Il re fantasma, regia di Ugo Falena – cortometraggio (1914)
- I nostri figli, regia di Ugo Falena – cortometraggio (1914)
- L'addio al celibato, regia di Carlo Simoneschi (1914)
- La fidanzata di Giorgio Smith, regia di Carlo Simoneschi (1914)
- Il debito del passato (1914)
- Pace, mio Dio!..., regia di Carlo Simoneschi (1914)
- Dissidio di cuori, regia di Carlo Simoneschi (1914)
- La società della mano sinistra, regia di Carlo Simoneschi (1915)
- La maschera della morta, regia di Carlo Simoneschi (1915)
- Primula, regia di Carlo Simoneschi (1915)
- Nei gorghi della passione, regia di Carlo Simoneschi – cortometraggio (1915)
- Per la Patria!, regia di Ugo Falena – cortometraggio (1915)
- L'onorevole Campodarsego, regia di Camillo De Riso (1915)
- Il viale dei tigli, regia di Carlo Simoneschi (1915)
- Gli irredenti, regia di Pietro Licciardiello (1916)
- Espiazione, regia di Mario Corte (1916)
- Turbine rosso, regia di Oreste Gherardini (1916)
- Anima trasmessa, regia di Oreste Gherardini – cortometraggio (1916)
- La morte bianca, regia di Guido Brignone (1916)
- Farfalla d'oro, regia di Oreste Gherardini (1916)
- ...E l'altare crollò, regia di Guido Brignone (1916)
- Fiamme funeste, regia di Guido Brignone (1916)
- Il cuore dell'altra, regia di Guido Brignone (1917)
- Nei labirinti di un'anima, regia di Guido Brignone (1917)
- Capricci d'amore, regia di Guido Brignone (1917)
- La suonatrice d'arpa, regia di Mario Ceccatelli (1917)
- Pimprinette, regia di Guido Brignone (1917)
- Natacha, regia di Guido Brignone (1918)
- Ah, quella Dory!..., regia di Guido Brignone (1918)
- Il salice piangente, regia di Guido Brignone – cortometraggio (1918)
- Il velo della felicità, regia di Guido Brignone (1918)
- Il demone occulto, regia di Valentino Soldani (1918)
- Vendetta nel sole, regia di Guido Brignone (1919)
- Anna da San Celso, regia di Guido Brignone (1919)
- La contessa Miseria, regia di Eleuterio Rodolfi (1919)
- La cicala e la formica, regia di Renato Molinari (1919)
- Federica d'Illiria, regia di Eleuterio Rodolfi (1919)
- Il ventriloquo, regia di Guido Brignone (1920)
- Il marito in campagna, regia di Mario Almirante (1920)
- Il rosario della colpa, regia di Mario Almirante (1920)
- Roberto Burat, regia di Eleuterio Rodolfi (1920)
- Il tredicesimo commensale, regia di Guido Brignone (1921)
- Il privilegio dell'amore, regia di Eleuterio Rodolfi (1921)
- Fiamma nera, regia di Guido Brignone (1921)
- Stecchini giapponesi, regia di Guido Brignone (1921)
- Tetuan, il galeotto detective, regia di Luigi Romano Borgnetto (1921)
- Le campane di San Lucio, regia di Guido Brignone (1921)
- Il più celebre ladro del mondo, regia di Raimondo Scotti (1921)
- La lotta per la vita, regia di Guido Brignone (1921)
- I conquistatori del mondo, regia di Guido Brignone (1922)
- Il segreto del morto, regia di Luigi Romano Borgnetto (1922)
- Le perle di Cleopatra, regia di Guido Brignone (1922)